# We Were Dead Before the Ship Even Sank
We Were Dead Before the Ship Even Sank är det femte studioalbumet av det amerikanska indierockbandet Modest Mouse och släpptes den 20 mars 2007 på Epic Records.
Det är det första albumet som Johnny Marr, tidigare gitarrist i The Smiths, medverkar på som medlem i bandet. Trummisen och originalmedlemmen Jeremiah Green återvände till bandet inför detta album. 
We Were Dead Before the Ship Even Sank spelades in i Oxford, Mississippi och Portland, Oregon.

## Låtlista
Alla låtar är skrivna och komponerade av Isaac Brock och Modest Mouse. 
| Nr  | Titel                      | Längd |
| --- | -------------------------- | ----- |
| 1.  | March into the Sea         | 3:30  |
| 2.  | Dashboard                  | 4:06  |
| 3.  | Fire It Up                 | 4:34  |
| 4.  | Florida                    | 2:57  |
| 5.  | Parting of the Sensory     | 5:34  |
| 6.  | Missed the Boat            | 4:24  |
| 7.  | We've Got Everything       | 3:40  |
| 8.  | Fly Trapped in a Jar       | 4:29  |
| 9.  | Education                  | 3:56  |
| 10. | Little Motel               | 4:44  |
| 11. | Steam Engenius             | 4:26  |
| 12. | Spitting Venom             | 8:27  |
| 13. | People as Places as People | 3:42  |
| 14. | Invisible                  | 3:59  |